# Simon de La Porterie
Simon de La Porterie est un religieux et homme politique français né le 14 novembre 1728 à Saint-Sever (Landes) et décédé le 5 avril 1803 à Montgaillard.

## Biographie
Curé de Lencouacq, il est député du clergé aux États généraux de 1789 pour la sénéchaussée de Mont-de-Marsan, avec un mandat allant du 6 avril 1789 au 30 septembre 1791. Il siège avec la majorité et prête le serment civique.